# Liste der Burgen, Schlösser, Ansitze und wehrhaften Stätten im Bezirk Feldkirchen
Diese Liste nennt die Burgen, Schlösser, Ansitze und wehrhaften Stätten im Bezirk Feldkirchen in Kärnten.

## Erklärung zur Liste
- Name: Name der Anlage.
- Gemeinde: Zeigt an, in welcher Gemeinde das Gebäude steht.
- Lage: Zeigt die Geokoordinaten an.
- Typ: Es wird der Gebäudetyp angegeben, wie Burg, Festung, Schloss, Gutshof, Wehrkirche, Wallanlage.
- Geschichte: geschichtlicher Abriss
- Zustand: Beschreibung des heutigen Zustands bzw. der Verwendung.
- Bild: Zeigt wenn möglich ein Bild des Gebäudes an.
- Denkmalschutz: führt zum Eintrag in der Denkmalliste.

## Liste
| Name                                             | Gemeinde                   | Lage         | Typ                                                           | Geschichte | Zustand | Bild | Denkmalschutz     |
| ------------------------------------------------ | -------------------------- | ------------ | ------------------------------------------------------------- | --- | --- | ---- | ----------------- |
| Schloss Albeck (Neualbeck)                       | Albeck                     | Lage         | Schloss                                                       | errichtet um 1700, Baumaterial zum Teil der Burg entnommen. Nach Niedergang im 20. Jahrhundert wiederhergestellt ab 1987.                                                                                          | renoviert |      | 34153             |
| Burg Alt-Albeck (Halbegg)                        | Albeck                     | Lage         | Burg                                                          | ab 1155 erwähnt; Verfall vermutlich ab Anfang 18. Jahrhundert. | Ruine |      | 93206             |
| Pflegerhaus Albeck                               | Albeck                     | Lage         | Ansitz                                                        | Burggrafensitz, als viergeschoßiger turmähnlicher Bau errichtet. Bis in die 2. Hälfte des 20. Jahrhunderts Ruine vorhanden.                                                                                        | abgekommen |      |                   |
| Burg Althungersbach (Klein-Gradenegg)            | St. Urban                  | Lage         | Burg                                                          | 1238 | geringe Mauerreste                                                                                               |      | nein              |
| Bamberger Amthof                                 | Feldkirchen                | Lage         | Schloss                                                       | 1422 genannter Turm in der 2. Hälfte des 15. Jahrhunderts zu Amthof ausgebaut. Um-/Neubau Ende des 17. Jahrhunderts. Um 1900 Ausbau (Mietwohnungen) um zwei Trakte; ab etwa 1950 Altenheim. um 1990 revitalisiert. | um-/ausgebaut erhalten; als Verwaltungsgebäude genutzt.                                                          |      | 34214             |
| Schloss Bach                                     | St. Urban                  | Lage         | Schloss                                                       | schon Ende 12. Jahrhundert als Ministerialensitz genannt. 1596 Schloss anstelle einer Burg errichtet. 1890 Brand im Südtrakt, der wurde dann (samt Schlosskapelle) teilweise abgebrochen.                          | großteils erhalten (Eingangsbereich des Schlosses geht im Kern auf Burg zurück); bewohnt.                        |      | 34816             |
| Schloss Biberstein (Piberstein)                  | Himmelberg                 | Lage         | Schloss                                                       | Ende 14. Jahrhundert erwähnt; im 16. und 17. Jahrhundert umgestaltet. | erhalten; bewohnt.                                                                                               |      | 34279             |
| Burgstall                                        | Gnesau                     | Lage         | Burgstall                                                     | Kohla, der die Anlage nicht näher untersuchte, „vermutete“ eine „urgeschichtliche Siedlung“. Daneben Hofnamen Burgstaller.                                                                                         | abgekommen. |      | nein              |
| Burg Dietrichstein                               | Feldkirchen                | Lage         | Burg                                                          | vermutlich schon im 11. Jahrhundert errichtet. Ende 15. Jahrhundert zerstört. | verfallen; geringe Mauerreste, Wall und Graben erhalten.                                                         |      | nein              |
| Schloss Dietrichstein                            | Feldkirchen                | Lage         | Schloss                                                       | ehemalige Meierei der Burg Anfang des 16. Jahrhunderts ausgebaut. | erhalten, bewohnt.                                                                                               |      | 34896             |
| Turm an der Eben (Turm des Permann)              | Albeck                     | ungef. Lage? | Turm                                                          | 1300 Turm an der Eben als zerstört erwähnt; 1326 Turm des Permann erwähnt. | verschollen |      | nein              |
| Edengschlössl                                    | Himmelberg                 | Lage         |                                                               | | geringfügige Mauer- und Wallreste                                                                                |      | nein              |
| Farcha                                           | Feldkirchen in Kärnten     | Lage         | Gutshof                                                       | Gut ab 12. Jahrhundert genannt. | umgebaut erhalten.                                                                                               |      | nein              |
| römische Befestigung bei Feldkirchen             | Feldkirchen in Kärnten     | Lage?        | Feste                                                         | römische Befestigung | stark abgeböschter Rand erkennbar                                                                                |      | nein              |
| Wehrkirche Feldkirchen                           | Feldkirchen                | Lage         | Wehrkirche                                                    | Kirche mit wehrhafter Friedhofsmauer und vier Wehrtürmen, ab 1476 (nach Türkeneinfall) angelegt, doch von Ungarn 1490 eingenommen.                                                                                 | ein Wehrturm erhalten; Reste eines wehrhaften Obergeschoßes über dem Chor.                                       |      | 34236             |
| Burgstall Friedlach                              | Glanegg                    | Lage         | Burgstall                                                     | | durch Graben geschützter Burgstall erkennbar.                                                                    |      | nein              |
| Wehrkirche Friedlach                             | Glanegg                    | Lage         | Wehrkirche                                                    | romanische Kirche gotisch erweitert; Ringmauer, Turm mit Schießscharten. | Kirche erhalten, Befestigung großteils abgekommen.                                                               |      | 61710             |
| Burg Glabegg                                     | Steuerberg                 | ungef. Lage  | Burg                                                          | | völlig verfallen.                                                                                                |      | nein              |
| Burg Glanegg (Vorderglanegg)                     | Glanegg                    | Lage         | Burg                                                          | ab 1121 erwähnt; im 16. Jahrhundert als Schloss ausgebaut. Verfall seit Mitte 19. Jahrhundert. | Ruine |      | 34301             |
| Glanegg, Westteil                                | Glanegg                    | Lage         | Feste?                                                        | evtl. mit dem 1374 neben Vorderglanegg erwähnten Hinterglanegg zu identifizieren, das in der Literatur mit dem Turm ob Glanegg in Rothendorf gleichgesetzt wird?                                                   | befestigte Kuppe, geringfügige Mauerreste                                                                        |      | nein              |
| Turm ob Glanegg                                  | Glanegg                    | ungef. Lage  | Feste                                                         | 1374 | |      | nein              |
| Wehrkirche Gnesau                                | Gnesau                     | Lage         | Wehrkirche                                                    | gotische Wehrkirche. | Wehrobergeschoß und Schießscharten in Kirche. Reste der wehrhaften Friedhofsmauer erhalten; Wehrgang abgekommen. |      | 61793             |
| Schloss Gradisch                                 | Feldkirchen                | Lage         | Schloss (ehem. Burg?)                                         | im 16. Jahrhundert errichtetes Schloss mit älterem Kern; unsicher, ob Vorgängerbau eine Burg (Paradeis?) war. | erhalten; bewohnt.                                                                                               |      | 34215             |
| Burgstall Gradischnig (Hochegg; b. Himmelberg)   | Himmelberg                 | Lage         | Burgstall                                                     | sagenhaftes Schloss. Kohla lieferte noch eine Planskizze von Gräben und Befestigungsspuren/Turmrest; die scheinen durch Bauarbeiten in den letzten Jahrzehnten zerstört worden sein.                               | neuzeitlich zerstört.                                                                                            |      | nein              |
| Schloss Greifenthurn (Greifenstein, Freyenthurn) | Feldkirchen                | Lage         | Schloss                                                       | Bau aus dem 16. Jahrhundert. | erhalten, bewohnt.                                                                                               |      | 34216             |
| Wallanlage Grilz                                 | Himmelberg                 | Lage?        | Wallanlage                                                    | geringe urgeschichtliche Funde. | |      | nein              |
| Hafnerburg (Hauptburg)                           | St. Urban                  | Lage         | Teil einer Drillingsburg                                      | schon im 10. Jahrhundert erwähnt; wohl 1292 zerstört. 1490 nur mehr „alter Burgstall“. | geringe Reste der Hauptburg erkennbar.                                                                           |      | nein              |
| Hafnerburg (mittlere)                            | St. Urban                  | Lage         | Teil einer Drillingsburg                                      | schon im 10. Jahrhundert erwähnt; wohl 1292 zerstört. | völlig verfallen.                                                                                                |      | nein              |
| Hafnerburg (östliche)                            | St. Urban                  | Lage         | Teil einer Drillingsburg                                      | schon im 10. Jahrhundert erwähnt; wohl 1292 zerstört. | völlig verfallen.                                                                                                |      | nein              |
| Obere Burg Himmelberg                            | Himmelberg                 | Lage         | Burg                                                          | romanische Burg. um 1400 aufgegeben. Bergfried 1963 gesprengt. | Teil einer Doppelburg                                                                                            |      | nein              |
| Untere Burg Himmelberg                           | Himmelberg                 | Lage         | Teil einer Doppelburg                                         | | verfallen |      | nein              |
| Burg Kalsberg (Chalbersperch)                    | Albeck                     | ungef. Lage  | Burg                                                          | 12. bis 15. Jahrhundert erwähnt. | verschollen |      | nein              |
| Burg Karlstein                                   | Feldkirchen in Kärnten     | Lage         | Burg                                                          | 13. bis 14. Jahrhundert erwähnt. um 1600 als „ödes Schloss“ bezeichnet. | verfallen; eindrucksvolle Gräben und Wälle sowie kleiner Mauerrest erhalten.                                     |      | nein              |
| Burgstall Kitzel                                 | Steuerberg                 | Lage         | Burgstall                                                     | sagenhafter Burgstall | |      | nein              |
| Burg Klammstein (Clamenstein, Clausenstein)      | Steindorf am Ossiacher See | ungef. Lage? | Burg                                                          | im 17. Jahrhundert als Ruine erwähnt. | verschollen |      | nein              |
| Wehrkirche Kleingradenegg                        | St. Urban                  | Lage         | Wehrkirche                                                    | 1476 von Türken erstürmt. | in Vorhalle Reste der von Türken aufgebrochenen Türe ausgestellaut                                               |      | 62282             |
| Krahberg                                         | Feldkirchen in Kärnten     | Lage         | Wallanlage                                                    | spät-hallstattzeitliche Funde (Grabungen 1960/62). | weitläufige Wallanlage und Höhenstufen.                                                                          |      | nein              |
| Schloss Lang                                     | Feldkirchen                | Lage         | Schloss                                                       | 1501 | erhalten; bewohnt.                                                                                               |      | 34229             |
| Wallanlage Lantschnig                            | Feldkirchen in Kärnten     | ungef. Lage  | Wallanlage                                                    | urgeschichtlich? | |      | nein              |
| Burg Liebharten (Liepharten)                     | Steuerberg                 | ungef. Lage  | Burg                                                          | im 17. Jahrhundert bereits Ruine | verschollen |      | nein              |
| Wehrkirche Maria Feicht                          | Glanegg                    | Lage         | Wehrkirche                                                    | Kirche 1492 befestigt. | Befestigung abgekommen.                                                                                          |      | 67960             |
| Schloss Marienhof                                | Feldkirchen in Kärnten     | Lage         | schlossartiger Bau                                            | schlossartiger Bau; für Kinderheim errichtet. | erhalten; bewohnt.                                                                                               |      | nein              |
| Mautbrücken                                      | Glanegg                    | ungef. Lage  | Gutshof                                                       | kleiner schlossartiger Bau. | neuzeitlich abgekommen                                                                                           |      | nein              |
| Wehrstift Ossiach                                | Ossiach                    | Lage         | Wehrstift                                                     | Stift 1028 gegründet; von Türken 1484 erobert; danach wieder aufgebaut und befestigt. | nur mehr kleine Reste der Befestigung (Mauer um Kirche, Eckturm mit Schießscharten) erhalten.                    |      | 34699 96305       |
| Schloss Poitschach                               | Feldkirchen                | Lage         | Gutshof                                                       | Gewerkensitz; 1715 errichtet. | erhalten, bewohnt.                                                                                               |      | 34716             |
| Wallanlage Pollenitzen                           | Feldkirchen                | Lage         | Wallanlage                                                    | | Wallanlage erkennbar                                                                                             |      | nein              |
| Schloss Pollnig (Glantschachhof)                 | Glanegg                    | Lage         |                                                               | im 19. Jahrhundert Ruine. | im 20. Jahrhundert abgekommen.                                                                                   |      | nein              |
| Burg Prägrad                                     | Feldkirchen                | Lage         | Burg                                                          | 1174 | Ruine |      | 9204              |
| Schloss Prägrad                                  | Feldkirchen                | Lage         | Gutshof                                                       | im 17. Jahrhundert errichtet als Pflegerhaus der Burg; 1967 abgetragen. | abgekommen |      | nein              |
| Schloss Radmarsdorf (Radmannsdorf, Rabensdorf)   | Feldkirchen                | ungef. Lage? | Schloss                                                       | 1460 | völlig umgebaut teilweise erhalten.                                                                              |      | nein              |
| Amthof Reichenau                                 | Reichenau                  | ungef. Lage? | Schloss                                                       | 1480 von Türken zerstört. | verschollen |      | nein              |
| Wehrkirche Rottendorf                            | Feldkirchen in Kärnten     | Lage         | Wehrkirche                                                    | Kirche im frühen 15. Jahrhundert errichtet; nach Zerstörung Ende 15. Jahrhundert neu errichtet. | Befestigung großteils abgekommen.                                                                                |      | 94045             |
| Wehrkirche St. Gandolf                           | Glanegg                    | Lage         | Wehrkirche                                                    | Kirche im 14. Jahrhundert errichtet, im 15. Jahrhundert ausgebaut. | Befestigung großteils abgekommen.                                                                                |      | 63017             |
| Wehrkirche St. Nikolai                           | Feldkirchen                | Lage         | Wehrkirche                                                    | Wehrkirche im 14. Jahrhundert errichtet. | Wehrmauer teils erhalten.                                                                                        |      | 94047             |
| Wehrkirche St. Ulrich                            | Feldkirchen                | Lage         | Wehrkirche                                                    | Kirche seit 12. Jahrhundert; im 15. Jahrhundert gegen Türken befestigt, von Ungarn erobert. | nur Reste der Befestigung erhalten.                                                                              |      | 63245             |
| Wehrkirche Sirnitz                               | Albeck                     | Lage         | Wehrkirche                                                    | frühgotische Wehrkirche, um 1300 errichtet. | Befestigung großteils abgekommen.                                                                                |      | 128634            |
| Stapferturm                                      | Feldkirchen                | Lage         | Turm                                                          | mittelalterlich | Ruine |      | 34228             |
| Burg Stattenberg (Stättenberg)                   | St. Urban                  | Lage         | Burg                                                          | romanische Burg; keine urkundliche Nennung bekannt. | Ruine |      | nein              |
| Burg Steuerberg (Marbauerschloss, Dovernik)      | Steuerberg                 | Lage         | Burg                                                          | Burg 1160 genannt; im 15./16. Jahrhundert schlossartig ausgebaut. Teil bis ins 19. Jahrhundert bewohnt. | Ruine |      | 71744             |
| Wallanlage bei Steuerberg                        | Steuerberg                 | Lage         | Wallanlage                                                    | | Wallanlage |      | nein              |
| Wehrkirche Stocklitz                             | Feldkirchen in Kärnten     | Lage         | Wehrkirche                                                    | kleine romanisch-gotische Wehrkirche | Befestigung bei Renovierung abgekommen.                                                                          |      | 67930             |
| Wehrkirche Tauchendorf                           | Glanegg                    | Lage         | Wehrkirche                                                    | kleine gotische Wehrkirche; bei Erneuerung im 18. Jahrhundert Friedhofsbefestigung abgetragen. | Befestigung abgekommen.                                                                                          |      | 67962             |
| Burg Tevinia                                     | Steindorf am Ossiacher See | Lage         | Burg                                                          | Burg ab Mitte des 12. Jahrhunderts genannt. 1293 zerstört; wiederaufgebaut. Im 17. Jahrhundert baufälliges Schloss.                                                                                                | verfallen |      | 94715             |
| Wehrkirche Tiffen                                | Steindorf am Ossiacher See | Lage         | Wehrkirche                                                    | romanische Kirche; im 15. Jahrhundert befestigt. | Befestigungsreste erhalten.                                                                                      |      | 63446 94733 94728 |
| Schloss Tiffen (Gschlosser Hube)                 | Steindorf am Ossiacher See | Lage         | Gutshof                                                       | ehem. Meierhof der Burg; im 15. Jahrhundert errichtet, im 16. Jahrhundert erweitert. | erhalten; bewohnt.                                                                                               |      | 49329             |
| südliche Türkenschanze                           | Albeck                     | Lage         | Wallanlage                                                    | der Sage nach in Türkenkriegen (15. Jahrhundert) benutzt. | Wallanlage sichtbar                                                                                              |      | nein              |
| „Schloss“ Urbanerberg                            | St. Urban                  | Lage?        | sagenhaftes Schloss, beruhend auf älteren Befestigungsresten? | | Mauerreste |      | nein              |
| Kastell beim Urschwirt                           | Himmelberg                 | Lage         | sagenhaftes Kastell                                           | | |      | nein              |
| Wehrkirche Wachsenberg                           | Steuerberg                 | Lage         | Wehrkirche                                                    | gotische Wehrkirche aus 15. Jahrhundert (Turm älter) | |      | 94887             |
| Ansitz Weinwirth                                 | Steindorf am Ossiacher See | Lage         | Gutshof                                                       | im Kern aus dem 15. Jahrhundert; mehrfach umgebaut. | umgebaut erhalten; bewohnt.                                                                                      |      | 48556             |

## Bemerkungen
1. ↑  H. Wiessner, G. Seebach: Burgen und Schlösser in Kärnten. Klagenfurt – Feldkirchen – Völkermarkt. 2. erw. Auflage. Birken, Wien 1980, S. 43.
2. ↑  H. Wiessner, G. Seebach: Burgen und Schlösser in Kärnten. Klagenfurt – Feldkirchen – Völkermarkt. 2. erw. Auflage. Birken, Wien 1980, S. 42 f.
3. ↑  H. Wiessner, G. Seebach: Burgen und Schlösser in Kärnten. Klagenfurt – Feldkirchen – Völkermarkt. 2. erw. Auflage. Birken, Wien 1980, S. 43.
4. ↑  H. Wiessner, G. Seebach: Burgen und Schlösser in Kärnten. Klagenfurt – Feldkirchen – Völkermarkt. 2. erw. Auflage. Birken, Wien 1980, S. 43; dort als „heute völlig verschwunden“ bezeichnet.
5. ↑  H. Wiessner, G. Seebach: Burgen und Schlösser in Kärnten. Klagenfurt – Feldkirchen – Völkermarkt. 2. erw. Auflage. Birken, Wien 1980, S. 50 ff.
6. ↑  Wilhelm Wadl: Der Amthof in Feldkirchen. In: Carinthia I, Jg. 188. Geschichtsverein für Kärnten, Klagenfurt 1998, S. 321–352.
7. ↑  H. Wiessner, G. Seebach: Burgen und Schlösser in Kärnten. Klagenfurt – Feldkirchen – Völkermarkt. 2. erw. Auflage. Birken, Wien 1980, S. 43 f.
8. ↑  H. Wiessner, G. Seebach: Burgen und Schlösser in Kärnten. Klagenfurt – Feldkirchen – Völkermarkt. 2. erw. Auflage. Birken, Wien 1980, S. 65 f.
9. ↑  Franz X. Kohla: Kärntens Burgen, Schlösser, Ansitze und wehrhafte Stätten. Ein Beitrag zur Siedlungstopographie. 2. verm. Auflage. Geschichtsverein für Kärnten, Klagenfurt 1973, S. 28.
10. ↑  Laut Kohla „2 km westlich von Gnesau, auf Höhe (Kote 1216).“ Die Koordinaten verweisen auf eine markante Kuppe westlich von Gnesau, unmittelbar neben den Höfen (laut Franziszeischem Kataster) Unterburgstaller und Oberburgstaller.
11. ↑  H. Wiessner, G. Seebach: Burgen und Schlösser in Kärnten. Klagenfurt – Feldkirchen – Völkermarkt. 2. erw. Auflage. Birken, Wien 1980, S. 44 f.
12. ↑  H. Wiessner, G. Seebach: Burgen und Schlösser in Kärnten. Klagenfurt – Feldkirchen – Völkermarkt. 2. erw. Auflage. Birken, Wien 1980, S. 45.
13. ↑  H. Wiessner, G. Seebach: Burgen und Schlösser in Kärnten. Klagenfurt – Feldkirchen – Völkermarkt. 2. erw. Auflage. Birken, Wien 1980, S. 43.
14. ↑  urkundlich bei Albeck genannt. genauer Ort unbekannt.
15. ↑  Paul Leber: Archäologische Notizen aus Kärnten. In: Carinthia I, 1952, 142. Jg., S. 212 ff.
16. ↑  H. Wiessner, G. Seebach: Burgen und Schlösser in Kärnten. Klagenfurt – Feldkirchen – Völkermarkt. 2. erw. Auflage. Birken, Wien 1980, S. 49.
17. 1 2  Franz X. Kohla: Kärntens Burgen, Schlösser, Ansitze und wehrhafte Stätten. Ein Beitrag zur Siedlungstopographie. 2. verm. Auflage. Geschichtsverein für Kärnten, Klagenfurt 1973, S. 50.
18. ↑  laut Kohla zwischen Lendorf und Ruprecht, oberhalb des Schiefersteinbruchs, etwa 10 × 30 m groß. Identifikation unsicher; vielleicht 150 m südwestlich der angegebenen Koordinaten?
19. ↑  Karl Kafka: Wehrkirchen Kärntens I. Birken-Verlag, Wien. 1971, S. 46 ff.
20. ↑  Franz X. Kohla: Kärntens Burgen, Schlösser, Ansitze und wehrhafte Stätten. Ein Beitrag zur Siedlungstopographie. 2. verm. Auflage. Geschichtsverein für Kärnten, Klagenfurt 1973, S. 5 9 f.
21. ↑  Franz X. Kohla: Kärntens Burgen, Schlösser, Ansitze und wehrhafte Stätten. Ein Beitrag zur Siedlungstopographie. 2. verm. Auflage. Geschichtsverein für Kärnten, Klagenfurt 1973, S. 60.
22. ↑  Franz X. Kohla: Kärntens Burgen, Schlösser, Ansitze und wehrhafte Stätten. Ein Beitrag zur Siedlungstopographie. 2. verm. Auflage. Geschichtsverein für Kärnten, Klagenfurt 1973, S. 70.
23. ↑  die Koordinaten weisen auf eine Stelle, die Kohlas Beschreibung entspricht: am Nordhang des Kitzel(berges) … östlich des Streuweilers Sallas.
24. ↑  H. Wiessner, G. Seebach: Burgen und Schlösser in Kärnten. Klagenfurt – Feldkirchen – Völkermarkt. 2. erw. Auflage. Birken, Wien 1980, S. 57 f.
25. ↑  in Literatur nicht erwähnt
26. ↑  H. Wiessner, G. Seebach: Burgen und Schlösser in Kärnten. Klagenfurt – Feldkirchen – Völkermarkt. 2. erw. Auflage. Birken, Wien 1980, S. 58.
27. ↑  laut Kohla „nur noch Mauerwerk im Weiler Rothenthurn.“ laut Wiessner „turmartiger Bau in Resten im Weiler Rottendorf“. Davon scheint nichts mehr erhalten zu sein. - vgl. auch Burg Glanegg Westteil.
28. ↑  Franz X. Kohla: Kärntens Burgen, Schlösser, Ansitze und wehrhafte Stätten. Ein Beitrag zur Siedlungstopographie. 2. verm. Auflage. Geschichtsverein für Kärnten, Klagenfurt 1973, S. 75.
29. ↑  Karl Kafka: Wehrkirchen Kärntens I. Birken-Verlag, Wien. 1971, S. 57 f.
30. ↑  H. Wiessner, G. Seebach: Burgen und Schlösser in Kärnten. Klagenfurt – Feldkirchen – Völkermarkt. 2. erw. Auflage. Birken, Wien 1980, S. 58 f.
31. ↑  Franz X. Kohla: Kärntens Burgen, Schlösser, Ansitze und wehrhafte Stätten. Ein Beitrag zur Siedlungstopographie. 2. verm. Auflage. Geschichtsverein für Kärnten, Klagenfurt 1973, S. 86 f.
32. ↑  H. Wiessner, G. Seebach: Burgen und Schlösser in Kärnten. Klagenfurt – Feldkirchen – Völkermarkt. 2. erw. Auflage. Birken, Wien 1980, S. 53 f.
33. ↑  Franz X. Kohla: Kärntens Burgen, Schlösser, Ansitze und wehrhafte Stätten. Ein Beitrag zur Siedlungstopographie. 2. verm. Auflage. Geschichtsverein für Kärnten, Klagenfurt 1973, S. 97.
34. ↑  H. Wiessner, G. Seebach: Burgen und Schlösser in Kärnten. Klagenfurt – Feldkirchen – Völkermarkt. 2. erw. Auflage. Birken, Wien 1980, S. 64 f.
35. ↑  H. Wiessner, G. Seebach: Burgen und Schlösser in Kärnten. Klagenfurt – Feldkirchen – Völkermarkt. 2. erw. Auflage. Birken, Wien 1980, S. 64 f.
36. ↑  H. Wiessner, G. Seebach: Burgen und Schlösser in Kärnten. Klagenfurt – Feldkirchen – Völkermarkt. 2. erw. Auflage. Birken, Wien 1980, S. 64 f.
37. ↑  H. Wiessner, G. Seebach: Burgen und Schlösser in Kärnten. Klagenfurt – Feldkirchen – Völkermarkt. 2. erw. Auflage. Birken, Wien 1980, S. 65 f.
38. ↑  H. Wiessner, G. Seebach: Burgen und Schlösser in Kärnten. Klagenfurt – Feldkirchen – Völkermarkt. 2. erw. Auflage. Birken, Wien 1980, S. 65 f.
39. ↑  Franz X. Kohla: Kärntens Burgen, Schlösser, Ansitze und wehrhafte Stätten. Ein Beitrag zur Siedlungstopographie. 2. verm. Auflage. Geschichtsverein für Kärnten, Klagenfurt 1973, S. 141 f.
40. ↑  Franz X. Kohla: Kärntens Burgen, Schlösser, Ansitze und wehrhafte Stätten. Ein Beitrag zur Siedlungstopographie. 2. verm. Auflage. Geschichtsverein für Kärnten, Klagenfurt 1973, S. 144.
41. ↑  in Literatur als verschollen bezeichnet, doch im Gelände deutlich erkennbar. Erst 2016 wurde "Entdeckung" durch Willi Modritsch publiziert. Robert Graimann: Verschollene Burg tauchte nach 700 Jahren auf. in: Regionsmagazin – Stadt und Land. Feldkirchen – Nockberge – Ossiacher See. November 2016, S. 32. (PDF; 14 MB)
42. ↑  Franz X. Kohla: Kärntens Burgen, Schlösser, Ansitze und wehrhafte Stätten. Ein Beitrag zur Siedlungstopographie. 2. verm. Auflage. Geschichtsverein für Kärnten, Klagenfurt 1973, S. 153.
43. ↑  Franz X. Kohla: Kärntens Burgen, Schlösser, Ansitze und wehrhafte Stätten. Ein Beitrag zur Siedlungstopographie. 2. verm. Auflage. Geschichtsverein für Kärnten, Klagenfurt 1973, S. 158.
44. ↑  im 17. Jahrhundert als "ob Sanct Peter", "beim Ossiacher See" erwähnt. Laut Nachtrag bei Kohla ist damit wohl oberhalb von Bodensdorf erwähnt. - Anm.: Alternativ stellt sich bei Berücksichtigung der Orts-/Flurnamen die Frage, ob es einen Zusammenhang zum Weiler Burg und zum Flurnamen Peterle oberhalb von St. Urban am Ossiacher See geben könnte?
45. ↑  Karl Kafka: Wehrkirchen Kärntens I. Birken-Verlag, Wien. 1971, S. 92.
46. ↑  Franz X. Kohla: Kärntens Burgen, Schlösser, Ansitze und wehrhafte Stätten. Ein Beitrag zur Siedlungstopographie. 2. verm. Auflage. Geschichtsverein für Kärnten, Klagenfurt 1973, S. 162 ff.
47. ↑  H. Wiessner, G. Seebach: Burgen und Schlösser in Kärnten. Klagenfurt – Feldkirchen – Völkermarkt. 2. erw. Auflage. Birken, Wien 1980, S. 75 f.
48. ↑  Franz X. Kohla: Kärntens Burgen, Schlösser, Ansitze und wehrhafte Stätten. Ein Beitrag zur Siedlungstopographie. 2. verm. Auflage. Geschichtsverein für Kärnten, Klagenfurt 1973, S. 178.
49. ↑  Franz X. Kohla: Kärntens Burgen, Schlösser, Ansitze und wehrhafte Stätten. Ein Beitrag zur Siedlungstopographie. 2. verm. Auflage. Geschichtsverein für Kärnten, Klagenfurt 1973, S. 190.
50. ↑  laut alten Quellen bei St. Martin bei Steuerberg; später fälschlich (so auch von Kohla) als „bei Sternberg“ beschrieben. Die Koordinaten verweisen auf die – von der Kirche abgesehen – auffälligste Kuppe in jener Gegend.
51. ↑  Franz X. Kohla: Kärntens Burgen, Schlösser, Ansitze und wehrhafte Stätten. Ein Beitrag zur Siedlungstopographie. 2. verm. Auflage. Geschichtsverein für Kärnten, Klagenfurt 1973, S. 206.
52. ↑  Karl Kafka: Wehrkirchen Kärntens I. Birken-Verlag, Wien. 1971, S. 120 f.
53. ↑  H. Wiessner, G. Seebach: Burgen und Schlösser in Kärnten. Klagenfurt – Feldkirchen – Völkermarkt. 2. erw. Auflage. Birken, Wien 1980, S. 58.
54. ↑  Franz X. Kohla: Kärntens Burgen, Schlösser, Ansitze und wehrhafte Stätten. Ein Beitrag zur Siedlungstopographie. 2. verm. Auflage. Geschichtsverein für Kärnten, Klagenfurt 1973, S. 237.
55. ↑  Karl Kafka: Wehrkirchen Kärntens II. Birken-Verlag, Wien. 1972, S. 18 ff.
56. ↑  H. Wiessner, G. Seebach: Burgen und Schlösser in Kärnten. Klagenfurt – Feldkirchen – Völkermarkt. 2. erw. Auflage. Birken, Wien 1980, S. 54.
57. ↑  Franz X. Kohla: Kärntens Burgen, Schlösser, Ansitze und wehrhafte Stätten. Ein Beitrag zur Siedlungstopographie. 2. verm. Auflage. Geschichtsverein für Kärnten, Klagenfurt 1973, S. 249.
58. ↑  Franz X. Kohla: Kärntens Burgen, Schlösser, Ansitze und wehrhafte Stätten. Ein Beitrag zur Siedlungstopographie. 2. verm. Auflage. Geschichtsverein für Kärnten, Klagenfurt 1973, S. 250.
59. ↑  H. Wiessner, G. Seebach: Burgen und Schlösser in Kärnten. Klagenfurt – Feldkirchen – Völkermarkt. 2. erw. Auflage. Birken, Wien 1980, S. 92 f.
60. ↑  H. Wiessner, G. Seebach: Burgen und Schlösser in Kärnten. Klagenfurt – Feldkirchen – Völkermarkt. 2. erw. Auflage. Birken, Wien 1980, S. 93.
61. ↑  H. Wiessner, G. Seebach: Burgen und Schlösser in Kärnten. Klagenfurt – Feldkirchen – Völkermarkt. 2. erw. Auflage. Birken, Wien 1980, S. 93 f.
62. ↑  Franz X. Kohla: Kärntens Burgen, Schlösser, Ansitze und wehrhafte Stätten. Ein Beitrag zur Siedlungstopographie. 2. verm. Auflage. Geschichtsverein für Kärnten, Klagenfurt 1973, S. 270.
63. ↑  Lage unbekannt. Die Koordinaten verweisen auf eine Kuppe am Ortsrand.
64. ↑  Franz X. Kohla: Kärntens Burgen, Schlösser, Ansitze und wehrhafte Stätten. Ein Beitrag zur Siedlungstopographie. 2. verm. Auflage. Geschichtsverein für Kärnten, Klagenfurt 1973, S. 279.
65. ↑  Franz X. Kohla: Kärntens Burgen, Schlösser, Ansitze und wehrhafte Stätten. Ein Beitrag zur Siedlungstopographie. 2. verm. Auflage. Geschichtsverein für Kärnten, Klagenfurt 1973, S. 65.
66. ↑  Dehio-Handbuch. Die Kunstdenkmäler Österreichs. Kärnten. Anton Schroll, Wien 2001, ISBN 3-7031-0712-X, S. 788.
67. ↑  Franz X. Kohla: Kärntens Burgen, Schlösser, Ansitze und wehrhafte Stätten. Ein Beitrag zur Siedlungstopographie. 2. verm. Auflage. Geschichtsverein für Kärnten, Klagenfurt 1973, S. 337.
68. ↑  Karl Kafka: Wehrkirchen Kärntens II. Birken-Verlag, Wien. 1972, S. 67 ff.
69. ↑  Franz X. Kohla: Kärntens Burgen, Schlösser, Ansitze und wehrhafte Stätten. Ein Beitrag zur Siedlungstopographie. 2. verm. Auflage. Geschichtsverein für Kärnten, Klagenfurt 1973, S. 294.
70. ↑  Franz X. Kohla: Kärntens Burgen, Schlösser, Ansitze und wehrhafte Stätten. Ein Beitrag zur Siedlungstopographie. 2. verm. Auflage. Geschichtsverein für Kärnten, Klagenfurt 1973, S. 301.
71. ↑  H. Wiessner, G. Seebach: Burgen und Schlösser in Kärnten. Klagenfurt – Feldkirchen – Völkermarkt. 2. erw. Auflage. Birken, Wien 1980, S. 100.
72. ↑  H. Wiessner, G. Seebach: Burgen und Schlösser in Kärnten. Klagenfurt – Feldkirchen – Völkermarkt. 2. erw. Auflage. Birken, Wien 1980, S. 101 f.
73. ↑  Franz X. Kohla: Kärntens Burgen, Schlösser, Ansitze und wehrhafte Stätten. Ein Beitrag zur Siedlungstopographie. 2. verm. Auflage. Geschichtsverein für Kärnten, Klagenfurt 1973, S. 310.
74. ↑  Franz X. Kohla: Kärntens Burgen, Schlösser, Ansitze und wehrhafte Stätten. Ein Beitrag zur Siedlungstopographie. 2. verm. Auflage. Geschichtsverein für Kärnten, Klagenfurt 1973, S. 319.
75. ↑  H. Wiessner, G. Seebach: Burgen und Schlösser in Kärnten. Klagenfurt – Feldkirchen – Völkermarkt. 2. erw. Auflage. Birken, Wien 1980, S. 102 f.
76. ↑  H. Wiessner, G. Seebach: Burgen und Schlösser in Kärnten. Klagenfurt – Feldkirchen – Völkermarkt. 2. erw. Auflage. Birken, Wien 1980, S. 102 f.
77. ↑  H. Wiessner, G. Seebach: Burgen und Schlösser in Kärnten. Klagenfurt – Feldkirchen – Völkermarkt. 2. erw. Auflage. Birken, Wien 1980, S. 103.
78. ↑  Franz X. Kohla: Kärntens Burgen, Schlösser, Ansitze und wehrhafte Stätten. Ein Beitrag zur Siedlungstopographie. 2. verm. Auflage. Geschichtsverein für Kärnten, Klagenfurt 1973, S. 245 („Pirkerhof“).
79. 1 2  Franz X. Kohla: Kärntens Burgen, Schlösser, Ansitze und wehrhafte Stätten. Ein Beitrag zur Siedlungstopographie. 2. verm. Auflage. Geschichtsverein für Kärnten, Klagenfurt 1973, S. 341.
80. ↑  Koordinaten verweisen auf im Laserscan erkennbare künstliche Struktur am Urbanerberg.
81. ↑  Franz X. Kohla: Kärntens Burgen, Schlösser, Ansitze und wehrhafte Stätten. Ein Beitrag zur Siedlungstopographie. 2. verm. Auflage. Geschichtsverein für Kärnten, Klagenfurt 1973, S. 350.
82. ↑  Dehio-Handbuch. Die Kunstdenkmäler Österreichs. Kärnten. Anton Schroll, Wien 2001, ISBN 3-7031-0712-X, S. 955 f.

- Karte mit allen Koordinaten:
- OSM |
- WikiMap